# Pouma
Pouma est une commune du Cameroun située dans la région du Littoral et le département de la Sanaga-Maritime. Elle a pour chef-lieu la localité éponyme de Pouma.

## Géographie
Pouma est située sur la route nationale 3 à 49 km à l'est du chef-lieu départemental Édéa. La commune s'étend au sud de la partie centrale du département de Sanaga-Maritime.
|       | Massock-Songloulou |        |
| Ngwei | Pouma              | Dibang |
|       | Messondo           |        |

## Histoire
La commune rurale de Pouma est créée en juin 1977 par démembrement de la subdivision d'Edéa. Elle prend le nom de commune de Pouma à partir de 2004.

## Population
Lors du recensement de 2005, la commune comptait 13 475 habitants, dont 4 406 pour la ville de Pouma.
La population appartient essentiellement à l'ethnie Bassa 

## Chefferies traditionnelles
L'arrondissement de Pouma compte deux chefferies traditionnelles de 2e degré :
- 462 : Canton Bikok
- 463 : Canton Log Hende

## Villages
Outre Pouma et ses quartiers, la commune s'étend sur 24 villages dirigés par un chef traditionnel de 3e degré :
- Biboumha
- Hegba
- Logdikit
- Logmbon
- Logsanho
- Log Mbôn
- Makak-Ndokoma
- Makak-Logbako
- Ngompem
- Ngwei II
- Nkonga
- Sackbayémé 1
- Sackbayemé 2
- Sackbayemé 3
- Sibongo
- Sidongui I
- Sokelle 1
- Sokelle 2
- Song Simouth
- Song Woga
- Log Maba’a
- Log Bissol
- Log Babem
- Sibongo

## Tourisme
Pouma est une ville à vendre. Elle est dotée d'une nature généreuse et verdoyante. Elle possède entre autres montagnes à valoriser :
- Mont de Nkondjock : situé à quelque 6 à 10 km de la ville de Pouma. Elle est occupée par une mission catholique et est un lieu de pèlerinage,

Cette ville compte plusieurs motels, tels que :
- Le jardin d'Éden : lieu caché et au milieu des arbres tel un lieu paradisiaque,

- La Baie des anges : lieu par excellence de Pouma où se déroule très souvent "La nuit des escargots" avec des artistes nationaux, est un motel constitué de 5 chambres dignes d'un 5 étoiles, avec groupe électrogène en cas de coupure, petit déjeuner, etc.

## Cultes
La localité est le siège de la paroisse catholique Saint Simon le Zélote de Pouma rattachée à la zone pastorale de Pouma du diocèse d'Edéa.

## Personnalités liées à Pouma
- Simon Tonyé, prélat catholique camerounais, évêque puis archevêque de Douala.
- Perrial Jean Nyodog, industriel camerounais[5].
- Rev. Docteur Mbanga katta Calvin , professeur des sciences bibliques à la Faculté de Théologie et des Sciences  Religieuses de l'Institut Presbytérien Camille Chazeaud de Foulassi  - Sangmelima